# Космос-2052
Космос-2052 је један од преко 2400 совјетских вјештачких сателита лансираних у оквиру програма Космос.
Космос-2052 је лансиран са космодрома Плесецк, СССР, 30. новембра 1989. Ракета-носач Сојуз је поставила сателит у орбиту око планете Земље. Маса сателита при лансирању је износила 6600 килограма. Космос-2052 је био осматрачки сателит.